# Le crabe aux pinces d'or (filme)
Le crabe aux pinces d'or (O caranguejo das tenazes de ouro) é um filme belga de animação com marionetes de 1947, baseado no álbum Le crabe aux pinces d'or da série As Aventuras de Tintin de Hergé, e publicado em 1941. Foi dirigido por Claude Misonne e o roteiro é do próprio Hergé.
Teve apenas uma projeção no cinema ABC de Bruxelas, em 11 de janeiro de 1947, diante de um público de convidados. Devido à falência do realizador, o filme foi penhorado e, durante certo tempo, a versão em francês foi considerada perdida, restando apenas a versão dublada em inglês. Contudo, atualmente, no site oficial, os membros pagantes do clube de Tintim têm acesso a uma cópia do filme em francês.